# Padež (gmina Zagorje ob Savi)
Padež – wieś w Słowenii, w gminie Zagorje ob Savi. W 2018 roku liczyła 29 mieszkańców.